# Soldati fra colonne
Soldati fra colonne è un affresco realizzato nel 1757 da Giambattista Tiepolo per la Villa Valmarana "Ai Nani", a Vicenza.

## Descrizione

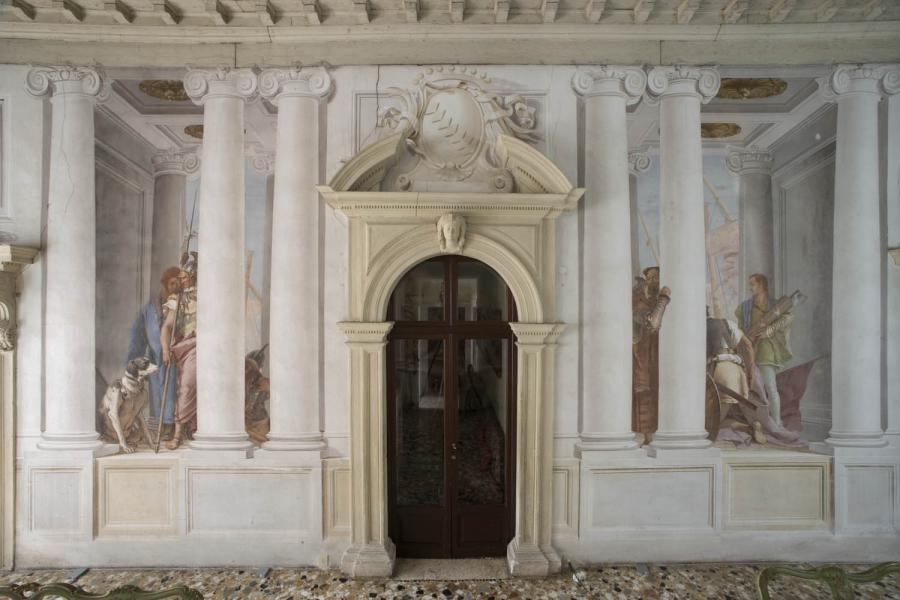
Soldati fra colonne (a sinistra della porta) e Flotta greca in Aulide (a destra)

Situato nel corpo principale della villa, il dipinto occupa una delle porzioni nella Sala di Ifigenia ed è pertanto direttamente collegato al Sacrificio d'Ifigenia, che si trova sulla parete al centro. Vi sono rappresentati un cane e alcuni soldati achei che assistono al sacrificio della figlia di Agamennone, voluto da Artemide, che però all'ultimo momento salverà la fanciulla.